# Everest (2015)
Everest is een Brits-Amerikaans-IJslandse biografische 3D-film uit 2015 onder regie van Baltasar Kormákur en gebaseerd op een waargebeurd verhaal. De film ging in première op 2 september als openingsfilm van het 72ste Filmfestival van Venetië.

## Verhaal
De film is gebaseerd op het waargebeurde verhaal van twee klimexpedities die in mei 1996 de Mount Everest beklommen en waarbij tijdens een storm van 10 op 11 mei acht klimmers omkwamen. Twee teams gaan ondanks waarschuwingen voor een grote storm op weg naar de top van de Mount Everest, de hoogste berg ter wereld. Een team staat onder leiding van gids Rob Hall (Jason Clarke), het andere team staat onder leiding van Scott Fischer (Jake Gyllenhaal).

## Rolverdeling
| Acteur                   | Personage                        |
| ------------------------ | -------------------------------- |
| Jason Clarke             | Rob Hall                         |
| Jake Gyllenhaal          | Scott Fischer                    |
| Josh Brolin              | Beck Weathers                    |
| John Hawkes              | Doug Hansen                      |
| Sam Worthington          | Guy Cotter                       |
| Robin Wright             | Peach, Weathers’ echtgenote      |
| Michael Kelly            | Jon Krakauer                     |
| Keira Knightley          | Jan Arnold, Halls zwangere vrouw |
| Emily Watson             | Helen Wilton                     |
| Thomas Wright            | Michael Groom                    |
| Martin Henderson         | Andy Harris                      |
| Elizabeth Debicki        | Dr. Caroline MacKenzie           |
| Naoko Mori               | Yasuko Namba                     |
| Clive Standen            | Ed Viesturs                      |
| Vanessa Kirby            | Sandy Hill                       |
| Tom Goodman-Hill         | Neal Beidleman                   |
| Ingvar Eggert Sigurðsson | Anatoli Boukreev                 |
| Charlotte Bøving         | Lene Gammelgaard                 |
| Micah Hauptman           | David Breashears                 |
| Chris Reilly             | Klev Schoening                   |
| Mark Derwin              | Lou Kasischke                    |
| Mia Goth                 | Meg, Weathers’ dochter           |

## Productie
Het filmen begon op 13 januari 2014 in de Ötztaler Alpen in Italië, vervolgens werd er een maand gefilmd in IJsland en daarna in maart en april 2014 in Nepal in het Everest Base Camp. Begin januari 2014 verdwaalden de acteurs Gyllenhaal en Brolin in de Santa Monica Mountains toen ze het bergbeklimmen oefenden voor hun rol in de film.